# イエレミア・マタエナ
イエレミア・マタエナ（Ieremia Mataena、1995年9月3日 - ）は、ジャパンラグビーリーグワン豊田自動織機シャトルズ愛知に所属するラグビー選手。

## プロフィール
- ニュージーランド出身。
- ポジションはフッカー(HO)、プロップ(PR)。
- 身長 180 cm、体重 114 kg

## 来歴
6歳からラグビーを始めた。
2016年、ケルストンボーイズ高校卒業後、摂南大学に入る。
2020年、摂南大学卒業後、近鉄ライナーズ(現・花園近鉄ライナーズ)に加入。
2021年4月3日に行われたジャパンラグビートップチャレンジリーグ2021順位決定戦第2節豊田自動織機シャトルズ戦に途中出場で日本での公式戦初出場を果たす。
2023年、豊田自動織機シャトルズ愛知に加入。